# ワルター・フォン・シェーンコップ
ワルター・フォン・シェーンコップ（Walter von Schonkopf）は、田中芳樹のSF小説（スペース・オペラ）『銀河英雄伝説』の登場人物。自由惑星同盟側の主要人物。
作中での呼称は「シェーンコップ」。

## 概要
帝国貴族出身の亡命者という出自を持つ、同盟の陸戦隊の中でもその勇猛さで特に帝国から恐れられる「薔薇の騎士（ローゼンリッター）連隊」の第13代連隊長。作中屈指の白兵戦技と陸戦指揮能力を持つ達人で豪胆不敵な人物。作中序盤の第7次イゼルローン攻防戦においてヤンに請われて第13艦隊指揮下に入り、イゼルローン要塞の占領後はイゼルローン要塞防御指揮官に就任する。陸上戦や白兵戦において多大な戦果を挙げてヤン艦隊を支え、また同艦隊の気風を形作る重要メンバーの一人。ヤン艦隊において例外的に民主共和制への信望は低い人物であり、ヤンが独裁者となることを望むを公言して憚らない。ヤン亡き後も白兵戦の弟子でもあるユリアンを支え、物語最後の戦いとなるシヴァ星域会戦で戦死するまで同盟側の主要人物として活躍する。
本編での初登場は同盟側メインの最初の戦いである第7次イゼルローン攻防戦から（第1巻）。時系列上の初登場は、ヴァンフリート星域の会戦中に起こった白兵戦・衛星ヴァンフリート4=2の戦い（外伝3巻『千億の星、千億の光』）。ノイエ版では過去回想という形で亡命直前の少年時代のシーンも登場している。上記の通り、同盟側からみた最初の戦いである第7次イゼルローン攻防戦から、作中最後の戦いであるシヴァ星域会戦まで物語全編にわたって重要エピソードに関わる。また、外伝『千億の星、千億の光』では同エピソードの主要人物であるヘルマン・フォン・リューネブルクに相対する同盟側の主要人物として登場している。

## 略歴
帝国暦455年(宇宙暦764年)7月28日生まれ（道原版のデータより）。6歳の時に帝国から祖父母に連れられて同盟に亡命。16歳で同盟軍士官学校に合格したが入学せず、かわって陸戦部門の「軍戦科学校」に入学。18歳で伍長の階級に任官し、武勲を重ねて19歳で曹長、20歳で准尉に昇進。21歳の時に推薦を受けて第16幹部候補生養成所に入り22歳で修了、少尉に任官。この時薔薇の騎士（ローゼンリッター）連隊に配属され、小隊長として39名の部下を預かる。30歳の時は中佐/ローゼンリッターの副連隊長。ヴァンフリート4＝2での戦いにおいて、戦死した連隊長オットー・フランク・フォン・ヴァーンシャッフェ大佐の後任として宇宙暦794年8月15日に大佐/ローゼンリッターの第13代連隊長となった。この戦いではキルヒアイスと一騎討ちを演じたが、互いに顔も名前も知る事は無かった。同年10月から行われた第6次イゼルローン攻防戦では、強襲揚陸艦で帝国軍の艦船に突入・制圧しては先々代の連隊長であったリューネブルクを挑発する無線通信を流す事を繰り返し、誘き出された（帝国に見捨てられた）リューネブルクと一騎討ちを行って勝利する。
宇宙暦796年、第13艦隊に連隊ごと配属され、5月14日の第7次イゼルローン攻防戦で帝国軍を装って要塞に侵入、同盟軍側は一滴も血を流すことなく占領を実現し、准将に昇進した（OVA版では要塞コンピューターの制圧を必要とする事態が生じた為、その過程で帝国軍に死傷者が出ている）。アムリッツァ会戦後に要塞防御指揮官としてイゼルローンに赴任。
救国軍事会議のクーデターでも指揮能力の高さを見せ、惑星シャンプールを3日で制圧、さらに脱走を装ってヤン艦隊に乗り込んで来たバグダッシュの意図を見抜いてヤン暗殺を阻止し、クーデター終結後に少将に昇進する。
第8次イゼルローン攻防戦では、ヤン不在の為不慣れな戦闘指揮を執らざるを得なかったキャゼルヌを補佐し、ラグナロック作戦中のイゼルローン要塞攻略作戦では帝国軍の作戦を逆手にとって戦艦トリスタンに乗り込み、ロイエンタールとの一騎討ちを演じた。この作戦で要塞を放棄してハイネセンに戻った時点で中将に昇進したが、バーラトの和約で同盟が帝国に実質的な無条件降伏をした事で、宇宙暦799年5月に退役した。
7月にヤンが同盟政府に逮捕されると、アッテンボローと共謀して反乱を起こし、ローゼンリッターとバグダッシュ、連絡してきたフレデリカとともにヤンを奪回した。さらにジョアン・レベロとレンネンカンプを拉致して同盟政府に取引を持ちかけ、ヤン一党のハイネセン脱出を実現させた。イゼルローン要塞の再占領作戦ではユリアンやポプランと要塞に侵入して奪回に成功した。
シヴァ星域会戦ではラインハルトの乗艦ブリュンヒルトに突入してユリアンがラインハルトに談判する為の時間稼ぎをしたが、戦闘が一段落して僅かに油断した時、背後で倒れていたクルト・ジングフーベル軍曹が苦し紛れに投擲した戦斧によって切り裂かれた背中の傷が致命傷となり、周囲を威圧しながら階段を上がり、相手を見下ろしながら絶命した。その正確な時刻は不明だが、宇宙暦801年6月1日午前2時50分より少し前と推察されている。コミック版のデータより逆算すると、享年36歳。

## 能力
白兵戦技は非常に高い実力を有する。直接戦ったジークフリード・キルヒアイスやオスカー・フォン・ロイエンタールとはほぼ互角であり、かつて敗北したことのある元ローゼンリッター連隊長リューネブルクと再戦した時には、その実力が上回っていた。
一方、惑星シャンプールをたった3日（原作中では、凡庸な指揮官なら1週間以上かかったかもしれないとされている）で制圧するなど、陸戦面での戦略指揮や知略の面においても非凡な才能を持ち、その戦略/戦術のセンスは高く評価され、広い視野と鋭い洞察力を持つ人物であると評されている。

## 人柄
豪胆・不敵な人物で、またキャゼルヌやアッテンボロー、ポプランに勝るとも劣らぬ毒舌家。また、類いまれな美男子とされており、イゼルローン要塞ではポプランと並ぶ女好きの双璧。しかしながら女好きでありながら作中の描写に乏しいポプランと違い、シェーンコップの場合は間接的ながら作中でも豊富な女性関係を思わせる描写が多い（OVA版では具体的描写・ベッドシーンも存在する）。関係を持った女性の数は本人も「いちいち覚えて」おらず、後に娘がいることが判明した時も、本人は相手のことさえはっきりと覚えていなかったような言動をしている（ただし死の間際に思い出した）。ただし、ヴァンフリート4＝2の戦いで死別したヴァレリー・リン・フィッツシモンズ中尉については、第6次イゼルローン攻防戦までは忘れる事が出来なかった様子を表している。
ポプランは「不良中年」と言うが、本人は「中年ではない」と否定している（不良については、何も言及していない）。
同盟の政治状況についてかなり不満を持っており、そのためヤンが権力を持つことを望んでいる節があり、同盟での救国軍事会議によるクーデター時やバーミリオン会戦における政府の停戦命令発令時（停戦命令を破ればラインハルトを倒すことが出来た）、エル・ファシルの中立宣言時など、政治権力を握れるチャンスが訪れる度、ヤンをけしかけている。もっとも、ヤンはシビリアン・コントロールの観点から実行せず、当のシェーンコップもヤンがそのようなことをしないと理解した上での発言である（バーミリオン会戦時に、ユリアンにその事を告白している）。ただ、ヤンに名声や権力についての欲が全くないことについては度々ヤンの前でも苦言を呈している。
ユリアン・ミンツにとっては射撃や白兵戦の師でもあった。指導に当たって手加減は一切なかったようだが、教え子の方でも良くそれに応え、ポプランらの援護もあったとはいえ、幾度かの白兵戦でその成果を遺憾なく発揮している。

## 家族
独身。ただし過去には注釈の通り、祖父母がいた事が明らかになっている。
ラグナロック作戦と前後して、若い頃に一時期交際していた故・ローザライン・フォン・クロイツェルと自分との間に、カーテローゼ・フォン・クロイツェル（カリン）という娘がいる事が判明。イゼルローンの再占領が成功した後対面した。カリンとは友好的な雰囲気に最後までならなかったが、シヴァ星域会戦の直前に、カリンがユリアンに対して母親の遺言としてシェーンコップへの能力への信頼を当人を横目で述べ、シェーンコップも「美人にたよられては、いやとは言えないね。」と応じるなど、関係改善の兆しは見られた。
女性遍歴が豊富なシェーンコップだが、数多くの女性の中でもローザラインの事はよく覚えているほうであり、ヴァンフリート4=2の戦闘終了後にローザラインが歌っていた歌を思わず口ずさんでおり、また死の間際に思い出した女性もローザラインであった。
ユリアンとカリンの関係についてはある程度認めており、「恋愛は大いにやるべきだが、子供を産むのは、二十歳を過ぎてからにしてくれ。おれは三十代で祖父さんになる気はないからな。」「ものわかりの悪い父親になって、娘の結婚をじゃまする楽しみができたからな。」などと二人をからかいつつも応援するような発言を繰り返していた。

## 演じた人物
アニメ
- 羽佐間道夫 - 石黒監督版OVA
- 三木眞一郎 - 『Die Neue These』

- 齋藤綾 - 『Die Neue These』(少年期)

舞台
- 松井誠 - 「銀河英雄伝説 第二章 自由惑星同盟篇」（2011年上演）
- 岩永洋昭 - 「撃墜王」「輝く星 闇を裂いて」